# Lijst van burgemeesters van Vlagtwedde
Dit is een lijst van burgemeesters van de Nederlandse gemeente Vlagtwedde in de provincie Groningen. De gemeente Vlagtwedde ging op 1 januari 2018 op in de gemeente Westerwolde.
| Ambtsperiode | Naam burgemeester                | Partij of stroming | Bijzonderheden                                                                                            |
| ------------ | -------------------------------- | ------------------ | --- |
| 1811 - 1837  | Jan Berents Hommes               |                    | Van 1811-1813 maire, van 1813 tot 1825 schout; overleden 20 juli 1837                                     |
| 1837 - 1844  | Johannes Sixtus Gerhardus Koning |                    | |
| 1844 - 1860  | mr. Frederik Roessingh           |                    | tevens burgemeester van Onstwedde                                                                         |
| 1860 - 1866  | Tonnis Klaassens Land            |                    | tevens burgemeester van Onstwedde                                                                         |
| 1866 - 1868  | Arnold Hendrik Koning            |                    | |
| 1868 - 1887  | Lodewijk Hendrik van Sonsbeeck   |                    | was burgemeester van Sloten                                                                               |
| 1887 - 1888  | Johannes Jacobus van Bakkenes    |                    | werd burgemeester van Oude Pekela                                                                         |
| 1888 - 1889  | Eelse Alles Kingma               |                    | werd burgemeester van Wildervank                                                                          |
| 1889 - 1892  | Gerhardus Hozeas Krull           |                    | werd burgemeester van Grootegast                                                                          |
| 1892 - 1896  | Evert Johannes Brinkhuis         |                    | werd burgemeester van Ooststellingwerf                                                                    |
| 1897 - 1918  | Cornelis Fledderus Boelken       |                    | |
| 1918 - 1922  | Jan Buiskool                     |                    | was predikant te Ried, werd burgemeester van Delfzijl                                                     |
| 1922 - 1946  | Fredrik Adolf Beins              |                    | was gemeentesecretaris van Franekeradeel                                                                  |
| 1946 - 1962  | Hendrik Waalkens jr.             |                    | was burgemeester van Wedde                                                                                |
| 1962 - 1973  | Gauke Loopstra                   | VVD                | was burgemeester van Finsterwolde, werd burgemeester van Noordoostpolder                                  |
| 1973 - 1979  | Mans Flik                        | PvdA               | werd burgemeester van Nieuwegein                                                                          |
| 1979 - 1986  | Pieter Roscam Abbing             | VVD                | |
| 1986 - 1986  | Abraham Goldberg                 | VVD                | waarnemend burgemeester, oud-burgemeester van De Bilt                                                     |
| 1986 - 2001  | Herman Adam Euverink             | VVD                | |
| 2001 - 2002  | Louis Jacobus Lyklema            | VVD                | waarnemend burgemeester; oud-gedeputeerde van de provincie Friesland; werd burgemeester van Achtkarspelen |
| 2002 - 2009  | Jan Broertjes                    | VVD                | was wethouder van Zeewolde, werd burgemeester van Midden-Drenthe                                          |
| 2008 - 2009  | Gerrit Oosting                   | PvdA               | waarnemend burgemeester, oud-burgemeester van Gieten                                                      |
| 2009 - 2017  | Leontien Kompier                 | PvdA               | gemeente Vlagtwedde per 1 januari 2018 onderdeel van de gemeente Westerwolde                              |